# 罗杰·泰勒
罗杰·泰勒，OBE（英語：Roger Taylor，1949年7月26日—），英国创作歌手和多种乐器的乐手，最出名的身份是英国摇滚乐队皇后乐队鼓手。作为鼓手他以独特的音色而闻名，是1970到1980年代最有影响力的摇滚鼓手之一。
泰勒如今居住在萨里郡的吉尔福德。

## 童年
羅傑·泰勒出生在英格蘭諾福克，為威妮弗福德和米高（Winifred and Michael Taylor）的兩名孩子之一，泰勒有一名妹妹嘉莉（Clare）。泰勒在7歲時成立他首個樂隊「極度快樂的男孩」（英語：The Bubblingover Boys），他在樂隊負責彈尤克利利。在15歲時加入一隊半專業樂隊「The Reaction」，泰勒在初期負責結他部分，但後期發現自己對打鼓有更大興趣，後期便轉為樂隊的鼓手。
在1967年，泰勒在高中畢業後入讀倫敦醫學院（今巴茲和倫敦醫學院的一部分）的牙醫學，但不久泰勒對此失去興趣，便轉學到東倫敦理工大學就讀生物學並畢業。

## 音樂生涯
作为词曲作者，他为乐队每张专辑至少创作一曲，并在早年经常主唱自己创作的曲目。他创作了六首乐队的打榜歌：《Radio Ga Ga》，《A Kind of Magic》，《Heaven For Everyone》，《Breakthru》，《The Invisible Man》，和《These Are the Days of Our Lives》。他演奏多种乐器，包括吉他、贝斯和键盘，在首张个人专辑中他演奏了所有乐器、演唱了所有部分。他也和许多其他音乐人合作。作为制作人，他为Virginia Wolf乐队，Jimmy Nail和Magnum乐队制作了专辑。
在1980年代，除了作为皇后的鼓手，他同时组建了另一支乐队The Cross，担任主唱和节奏吉他手。
作為副唱／和聲歌手，他的音域橫跨4個半八度（Bb1-E6），因此泰勒在和音負責高音部分，低音部比費迪·墨格利多六個半音。他在樂隊擔任主唱的歌曲比較少，但最有名的是《I'm In Love With My Car》。

## 榮譽
2005年他在“行星摇滚”电台被听众票选为古典摇滚史上最伟大的鼓手第八。根据《星期日泰晤士报》的财富榜，在2011年他身价为8千万英镑。泰勒在2012年的倫敦奧運中受邀跟布萊恩·梅一起演出。

## 唱片

### 专辑
- Fun in Space (1981)
- Strange Frontier (1984)
- Happiness? (1994)
- Electric Fire (1998)

## 脚注
1. ↑  Taylor Hawkins: Rhythm 2002 （页面存档备份，存于）. Fooarchive.com. Retrieved on 5 November 2010.
2. ↑  ,   [2020-05-16], （原始内容存档于2020-09-23）
3. ↑  . Bechstein Debauchery.   [28 January 2008]. （原始内容存档于2007年12月17日）.
4. ↑  . Bechstein Debauchery.   [28 January 2008]. （原始内容存档于2007年12月17日）.
5. ↑  RangeHub, , 2016-08-17  [2019-02-22], （原始内容存档于2022-03-28）
6. ↑  ,   [2021-05-29] （中文（中国大陆））
7. ↑  "The top 50 richest people in music: Sunday Times Rich List" （页面存档备份，存于）'. This is Money. Retrieved 22 October 2012
8. ↑  .   [2012-05-20]. （原始内容存档于2017-07-10）.